# آبشش‌دمان
آبشش‌دمان (نام علمی: Branchiura) نام یک زیررده از رده آرواره‌پایان است.